# Canadice (Rebsorte)
Canadice ist eine im Jahr 1954 gezüchtete Weißweinsorte mit kernlosen Beeren. Sie ist eine Kreuzung zwischen Bath und der Rebsorte Himrod. Es handelt sich dabei um eine komplexe Züchtung, in der Gene der Wildreben Vitis labrusca und Vitis vinifera vorhanden sind. Als Züchter wird Robert M. Pool angegeben. Die Selektion der geeigneten Setzlinge erfolgte im Jahr 1962. Seit dem Jahr 1977 ist Canadice für den gewerblichen Anbau freigegeben.
Entwickelt wurde die Neuzüchtung an der Cornell University in Geneva (dem New York State Agricultural Experiment Station, Department of Pomology and Viticulture, also das Rebenzüchtungs-Institut im Bundesstaat New York). Die Universität liegt am südlichen Ende des Cayuga Lake. Benannt ist die Sorte nach dem Canadice Lake, einem der Seen der Finger Lakes.
Die Rebsorte wird meist als Hausrebe oder aber als lokal vermarktete Tafeltraube verwendet, wobei ihr der vergleichsweise niedrige Anteil an Säure zugutekommt. Aufgrund ihrer hohen Ertragskraft geraten die Weine meist dünn und sind von mäßiger Qualität. Kleinere Bestände sind in New York (→ Weinbau in New York), Oregon (→ Weinbau in Oregon) und Kanada bekannt.
Synonym: die Zuchtstammnummer NY 45625 oder NEW YORK 45625, Canadice Seedless.
Siehe auch die Artikel Weinbau in den Vereinigten Staaten und Weinbau in Kanada sowie die Liste von Rebsorten.
Abstammung: Bath x Himrod.

## Ampelographische Sortenmerkmale
In der Ampelographie wird der Habitus folgendermaßen beschrieben:
- Die walzenförmige Traube ist mittelgroß (das Gewicht der ca. 15 cm langen Traube liegt im Mittel bei 240 gr) und dichtbeerig. Die kugelförmigen Beeren sind mittelgroß (durchschnittlich 1,6 gr. schwer) und von roter Farbe. Die Beeren verfügen über den charakteristischen aber weniger ausgeprägten Fox-Ton der Wildrebe Vitis labrusca. Aufgrund der dicken Beerenschale ist die Sorte gut für den Transport sowie eine mehrwöchige Lagerung geeignet.

Die früh austreibende Rebsorte reift fast zeitgleich mit dem Gutedel und ist somit innerhalb der roten Rebsorten sehr früh reifend, so dass sie auch in kühlen Lagen ausreifen kann. Die Sorte ist empfindlich gegen die Schwarzfäule der Rebe und den Falschen Mehltau. Eine bessere Resistenz hat die Sorte gegen den Echten Mehltau. Zudem ist die Sorte mäßig wüchsig aber sehr ertragsreich. Bei starker Ertragsreduzierung verfügt die Sorte über eine sehr gute Winterhärte. Starke Schäden treten erst bei Temperaturen von unter −20 °C auf. Sie besitzt zwittrige Blüten und ist somit selbstfruchtend. Beim Weinbau wird der ökonomische Nachteil vermieden, keinen Ertrag liefernde männliche Pflanzen anbauen zu müssen.